# Феррара, Мануэль
Мануэль Феррара (фр. Manuel Ferrara), при рождении Жаннен (фр. Manuel Jeannin; род. 1 ноября, 1975, Ганьи, Франция) — французский порноактёр, режиссёр, лауреат премии AVN Awards в номинации «Лучший исполнитель года» в 2005, 2006, 2010, 2012, 2014 и 2019 годах.

## Биография

### Карьера актёра и режиссёра
Вырос на севере Парижа. В порноиндустрию пришёл в 1997 году, успешно пройдя кастинг. С 2003 года снимает в основном гонзо-фильмы.
На 2018 год Феррара снялся в 1948 порнофильмах и выступил режиссёром 220 фильмов.

### Личная жизнь
В 2005 году женился на порноактрисе Дане Весполи, от этого брака есть трое сыновей. Позже Мануэль и Дана официально расстались, но поддерживают близкие отношения и воспитывают общих детей вместе. В 2012 году женился на порноактрисе Кайден Кросс, а в январе 2014 года у пары родилась дочь.
С 11 августа 2016 года Феррара ведёт канал на Twitch, где берёт интервью у актёров и актрис порноиндустрии, а также занимается стримом игр Fortnite, Mortal Kombat и старых аркад. Является одним из фанатов UFC.

## Награды
- 2002 — XRCO Award for Best New Stud[4]
- 2003 — XRCO Award for Best 3-Way — Mason’s Dirty Tricks (с Джули Найт и Стив Холмс)[4]
- 2003 — XRCO Award for Best Sex Scene (Couple) — Babes in Pornland 14: Bubble Butt Babes (с Джуэл Де’Найл)[4]
- 2004 — AVN Award for Male Foreign Performer of the Year[5]
- 2004 — AVN Award for Best Group Sex Scene (Video) — Back 2 Evil (вместе с Эшли Лонг, Джули Найт и Начо Видалем)[5]
- 2005 — AVN Award for Male Performer of the Year[6]
- 2005 — AVN Award for Best Couples Sex Scene (Video) — Stuntgirl (вместе с Анжеликой Костелло)[6]
- 2006 — AVN Award for Male Performer of the Year[7]
- 2006 — AVN Award for Best Anal Scene Coupling (Video) — Cumshitters (вместе с Katsumi)[7]
- 2007 — AVN Award for Best Sex Scene Coupling (Film) — Emperor (вместе с Джанин Линдмалдер)[8]
- 2007 — AVN Award for Best Sex Scene Coupling (Video) — Slave Dolls 2 (с Tiffany Mynx)[8]
- 2007 — AVN Award for Best Supporting Actor (Video) — She Bangs[8]
- 2007 — AVN Award for Best Three-Way Sex Scene — Fuck Slaves (вместе с Сандрой Ромейн и Сашей Грей)[8]
- 2008 — AVN Award for Best Couples Sex Scene, Video — Evil Anal 2 (вместе с Дженной Хейз)[9]
- 2009 — AVN Award for Best Anal Sex Scene — Big Wet Asses 13 (вместе с Sunny Lane)[10]
- 2009 — Hot d'Or for Best French Male Performer[11]
- 2010 — AVN Award for Male Performer of the Year[12]
- 2011 — AVN Award for Best Anal Sex Scene — Asa Akira Is Insatiable (вместе с Асой Акира)[13]
- 2011 — AVN Award — Best Couples Sex Scene — Kristina Rose Is Slutwoman (вместе с Кристиной Роуз)[13]
- 2011 — XRCO Hall of Fame[14]
- 2012 — AVN Award — Male Performer of the Year[15]
- 2012 — AVN Award — Best Boy/Girl Sex Scene — «The Bombshells 3»[15]
- 2012 — AVN Award — Fan Award for Hottest Sex Scene — «Babysitters 2»[15]
- 2013 — AVN Award — Best Anal Sex Scene — Oil Overload 7 (вместе с Бруклин Ли)[16]
- 2013 — AVN Hall of Fame[17]
- 2013 — XRCO Award — Male Performer of the Year[18]
- 2013 — Sex Award — Hottest Sex Scene — Evil Anal 16 (with Phoenix Marie & Chanel Preston)[19]
- 2014 — AVN Award — Best Three-Way Sex Scene — Remy 2 (with Remy LaCroix & Riley Reid)[20]
- 2014 — AVN Award — Male Performer of the Year[20]